# Stazione di San Lazzaro di Savena
La stazione di San Lazzaro di Savena è una fermata ferroviaria posta sulla linea Bologna-Ancona, a servizio del comune di San Lazzaro di Savena, nella città metropolitana di Bologna.

## Storia
La fermata di San Lazzaro di Savena venne attivata il 30 luglio 2008.

## Strutture e impianti
La fermata dispone di due banchine con delle pensiline che servono i due binari di corsa. Esse sono collegate alle strade vicine mediante dei passaggi pedonali.

## Movimento
La fermata è servita da treni regionali svolti da Trenitalia Tper nell'ambito del contratto di servizio stipulato con la Regione Emilia-Romagna.
La fermata è interessata dai treni della linea S4B (Bologna Centrale - Imola) del servizio ferroviario metropolitano di Bologna.
Ai fini tariffari, la stazione ricade nell'area urbana di Bologna, entro la quale sono validi i normali titoli di viaggio urbani.
A novembre 2019, la stazione risultava frequentata da un traffico giornaliero medio di circa 768 persone (377 saliti + 391 discesi).

## Servizi
La stazione è classificata da RFI nella categoria bronze.
La fermata dispone di:
- Parcheggio bici
- Parcheggio di scambio
- Biglietteria Automatica